# 엠브레이서 그룹
엠브레이서 그룹(Embracer Group AB, 구 명칭: Nordic Games Licensing AB 및 THQ Nordic AB)는 칼스타드에 본사를 둔 스웨덴의 비디오 게임 및 미디어 지주회사이다. 이 회사는 10개의 운영 그룹(Amplifier Game Invest, Asmodee, CDE Entertainment, Coffee Stain, Dark Horse Media, Deca Games, Easybrain, Freemode, Plaion 및 THQ Nordic 등)으로 구성되어 있다.
엠브레이서 그룹은 2011년 노르딕 게임스 그룹 내 노르딕 게임스 라이선싱(Nordic Games Licensing)이라는 이름으로 설립되었다. 후자는 이전에 파산한 출판사 JoWooD로부터 자산을 인수하고 노르딕 게임스(Nordic Games GmbH, 즉 Nordic Games Licensing의 자회사)를 설립하여 이를 관리했다. 노르딕 게임스 라이선싱은 2013년에 특히 여러 THQ 제품과 같은 소멸된 출판사로부터 지적 재산을 계속 인수했으며 2014년에는 "THQ" 상표를 사들였다. 2016년 8월 노르딕 게임스 라이선싱과 노르딕 게임스(Nordic Games GmbH)는 이름을 THQ 노르딕으로 변경했다. 모회사는 2016년 상장회사가 되었고, 2019년에는 엠브레이서 그룹으로 사명이 변경되었다. 2023년까지 엠브레이서 그룹은 대규모 인수와 투자를 통해 빠르게 성장했다. 20억 달러 규모의 투자가 예기치 않게 무산된 후 회사는 20억 달러가 넘는 부채를 지게 되었고 여러 스튜디오를 폐쇄 및 매각하고 다른 스튜디오에서는 인력을 해고하기 시작했다.
2024년 4월 22일, 엠브레이서 그룹은 향후 2년 내에 나스닥 스톡홀름에 3개의 독립 상장 법인(아스모디 그룹 산하의 보드 게임 부문, 커피 스테인 퍼블리싱 산하의 인디 게임 부문, 관리 부문)으로 전환하겠다는 의사를 발표했다. 라이선스가 부여된 지적 재산 라이브러리에는 톨킨의 가운데땅의 라이브러리가 포함된다.